# Corba de Lorenz

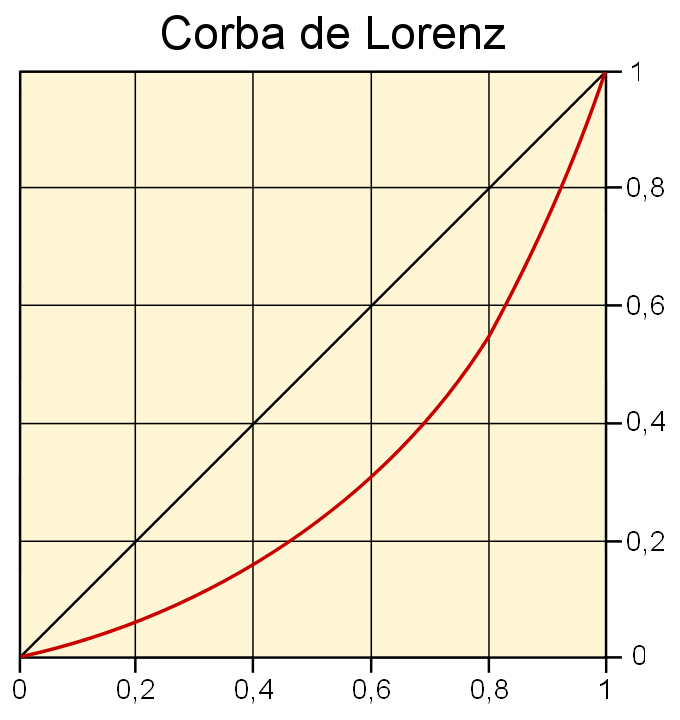
Corba de Lorenz

La corba de Lorenz és una representació gràfica utilitzada freqüentment per tal de plasmar la distribució relativa d'una variable en un domini determinat. El domini pot ser, per exemple, el conjunt de llars o persones d'una regió o país. La variable la distribució de la qual s'estudia pot ser els ingressos de les llars o les persones. Utilitzant com a exemple aquestes variables, la corba es traçaria considerant en l'eix horitzontal el percentatge acumulat de persones o llars del domini en qüestió i en l'eix vertical el percentatge acumulat dels ingressos. És obra de Max O. Lorenz, la qual creà l'any 1905.
Cada punt de la corba es llegeix com un percentatge acumulatiu de les llars o les persones. La corba parteix de l'origen (0,0) i acaba al punt (100,100). Si els ingressos estiguessin distribuïts de manera perfectament equitativa, la corba coincidiria amb la línia dels 45 graus que passa per l'origen (per exemple el 30% de les llars o de la població percep el 30% dels ingressos). Si hi hagués desigualtat perfecta, és a dir, si una llar o persona posseís tots els ingressos, la corba coincidiria amb l'eix horitzontal fins al punt (100,0) on saltaria cap al punt (100,100). Normalment la corba es troba en una situació intermèdia entre aquests dos extrems.

## Corba de Lorenz i desigualtat
Si una corba de Lorenz es troba sempre per sobre d'una altra (i, per tant, és més prop de la línia dels 45 graus) podem dir sense ambigüitats que la primera exhibeix menor desigualtat que la segona. Aquesta comparació gràfica entre distribucions de diferents dominis geogràfics o temporals és l'ús principal que se'n fa de les corbes de Lorenz.
L'indicador gràfic de benestar més emprat és la Corba de Lorenz Generalitzada (CLG), que és una derivació de la corba de Lorenz habitual. La CLG només es diferencia de la de Lorenz en què en l'escala vertical no es representen les quantitats relatives acumulades sinó les quantitats acumulades (no relatives) dividides pel nombre N d'elements de la població. La lògica pretesa és representar quina quantitat absoluta correspon a cada percentatge d'individus. Per aclarir aquest aspecte, suposem que la corba de Lorenz normal d'una població ens diu que el 50% dels menys rics posseeixen el 25% de la riquesa total. Es pot comprendre que és molt diferent la situació de benestar d'aquest 50% de la població segons si la riquesa total és molt petita o molt gran. És obvi que és pitjor posseir el 50% d'una quantitat petita de posseir el 25% d'una quantitat molt més gran. En dividir les quantitats acumulades pel total d'elements N és necessari per poder comparar riqueses entre poblacions diferents que tinguin un nombre diferent d'elements: no és el mateix una riquesa total d'1.000.000 € en un conjunt de 10 persones que aquesta mateixa riquesa total en un conjunt format per 1.000 persones.

## Equació de la corba de Lorenz
Si es coneix la distribució de la renda com a densitat de probabilitat {\displaystyle \scriptstyle f_{r}(r)} per a cada valor de renda, la corba de Lorenz es pot trobar analíticament en funció d'aquesta. La proporció de persones o unitats familiars amb una renda inferior a un nivell de renda r ens ve donada per:

(1){\displaystyle P(r)=\int _{0}^{r}f_{r}(\rho )\ d\rho }

Mentre que la proporció de renda acumulada per les persones amb rendes iguals o inferiors a r ens ve donada per:

(2){\displaystyle R(r)={\frac {\int _{0}^{r}\rho f_{r}(\rho )\ d\rho }{\int _{0}^{\infty }\rho f_{r}(\rho )\ d\rho }}={\frac {1}{R_{m}}}\int _{0}^{r}\rho f_{r}(\rho )\ d\rho }

On {\displaystyle R_{m}} és la renda mitjana. Les equacions (1) i (2) constitueixen juntes les equacions paramètriques de la corba en funció del paràmetre r.

### Propietats
La corba de Lorenz té pendent positiu en tots els seus punts com es dedueix de la següent relació:

(3){\displaystyle \left({\frac {dP}{dR}}\right)_{P_{0}=P(r_{0})}={\frac {\frac {P(r_{0})}{dr}}{\frac {R(r_{0})}{dr}}}={\frac {r_{0}f_{r}(r_{0})/R_{m}}{f_{r}(r_{0})}}={\frac {r_{0}}{R_{m}}}\geq 0}

Al punt inicial {\displaystyle \scriptstyle r_{0}=0} el pendent serà nul, fins i tot en el cas {\displaystyle \scriptstyle f_{r}(0)=0} el límit anterior continua sent vàlid, però a la resta de punts serà estrictament positiu.
A més la corba de Lorenz és còncava ja que la seva derivada segona sempre és positiva:

(4){\displaystyle \left({\frac {d^{2}P}{dR^{2}}}\right)_{P_{0}=P(r_{0})}={\frac {1}{R_{m}}}{\frac {dr(P_{0})}{dP}}={\frac {1}{R_{m}}}{\frac {1}{f_{r}(r_{0})}}\geq 0}

### Primer exemple
En aquesta secció calculem la corba de Lorenz i l'índex de Gini per a una distribució de renda exponencial. Encara que no sembla una distribució adequada per a la renda nacional de cap país, la senzillesa de les expressions obtingudes permet entendre de manera senzilla l'aplicació de les equacions (1) a (4). Per a un país amb una renda nacional mitjana {\displaystyle \scriptstyle R_{m}} amb una distribució exponencial la densitat de probabilitat de la distribució serà:

{\displaystyle f_{r}(\rho )={\frac {1}{R_{m}}}e^{-{\frac {\rho }{R_{m}}}}}

Aquesta expressió permet calcular la proporció de persones per sota d'una renda determinada i la renda acumulada d'aquest grup de persones fàcilment:

{\displaystyle {\begin{cases}P=P(r)=\int _{0}^{r}{\frac {e^{-{\frac {\rho }{R_{m}}}}}{R_{m}}}d\rho =1-e^{-{\frac {r}{R_{m}}}}\\R=R(r)=\int _{0}^{r}{\frac {\rho }{R_{m}}}e^{-{\frac {\rho }{R_{m}}}}d\rho =\left(1-e^{-{\frac {r}{R_{m}}}}\right){\cfrac {r}{R_{m}}}e^{-{\frac {r}{R_{m}}}}\end{cases}}}

Aïllant {\displaystyle \scriptstyle r} de la primera equació i substituint el resultat en la segona se n'obté la corba de Lorenz explícitament:

{\displaystyle R=R(P)=P+(1-P)\ln(1-P)\,}

L'índex de Gini es pot calcular senzillament com a:

{\displaystyle IG=1-2\int _{0}^{1}R(P)\ dP=0.5}

Aquest és el valor exacte. Quan per calcular aquest valor en lloc d'una distribució contínua s'usa un càlcul aproximat per decils en canvi resulta només {\displaystyle \scriptstyle IG\ \approx 0,4911}.

### Segon exemple

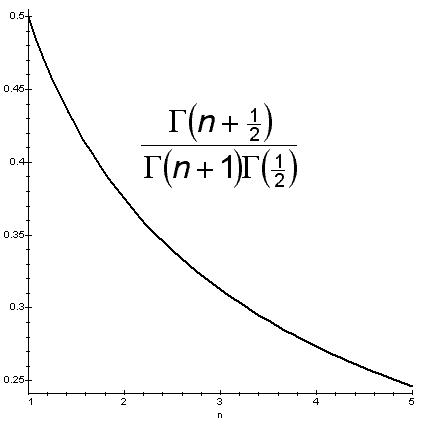
Índex de Gini per a diferents corbes de Lorenz associades a distribucions gamma. El valor de n correspon a cada distribució, mentre que el factor està relacionat amb la renda mitjana i no influeix en l'índex de Gini

Una aproximació més versemblant per a la renda nacional és usar en lloc d'una simple distribució exponencial, una distribució gamma:

{\displaystyle f_{r}(\rho )={\frac {\lambda ^{n}}{\Gamma (n)}}\rho ^{n-1}e^{-\lambda \rho }}

On el paràmetre {\displaystyle \scriptstyle \lambda } està relacionat amb la renda mitjana mitjançant {\displaystyle \scriptstyle \lambda =n/R_{m}}. Després d'una quantitat d'àlgebra trivial però confusa es pot trobar que la proporció de persones per sota d'una certa renda i la renda acumulada d'aquest grup de persones ens venen donades per:

{\displaystyle {\begin{cases}P=P(r)=\int _{0}^{r}f_{r}(\rho )d\rho =1-e^{-\lambda r}P_{n-1}(\lambda r)\\R=R(r)=\int _{0}^{r}\rho f_{r}(\rho )d\rho =1-e^{-\lambda r}P_{n}(\lambda r)\end{cases}}}

On:
{\displaystyle P_{n}(x)=\sum _{k=1}^{n}{\frac {x^{k}}{k!}}=1+x+{\frac {x^{2}}{2}}+\dots +{\frac {x^{n}}{n!}}}
En aquest cas no és possible aïllar explícitament {\displaystyle \scriptstyle r} de la primera equació. Encara que es pot calcular l'índex de Gini mitjançant l'expressió (per a {\displaystyle \scriptstyle n} enter):

{\displaystyle IG=1-2\int _{0}^{1}R\ dP=1-2\int _{0}^{\infty }R(r){\frac {dP(r)}{dr}}\ dr={\begin{cases}\prod _{i=1}^{n}{\frac {2k-1}{2k}}&n\in \mathbb {N} \\{\frac {\Gamma (n+1/2)}{\Gamma (n+1)\Gamma (1/2)}}&n\notin \mathbb {N} \end{cases}}}

En aquest cas el coeficient de Gini tampoc no depèn de la renda mitjana. Atès que l'índex de Gini de la major part de països està entre 0,50 i 0,25 la distribució gamma anterior pot usar-se de manera aproximada per reproduir la distribució real de la renda.